# Maximilian Mayr-Melnhof
Maximilian Mayr-Melnhof (* 12. März 1970) ist ein österreichischer Unternehmer, Forstwirt, Landesjägermeister von Salzburg und amtierender Präsident von Jagd Österreich. Er leitet den Salzburger Zweig des Familienunternehmens Mayr-Melnhof und ist Eigentümer des Salzburger Forstbetriebes der Familie Mayr-Melnhof.

## Leben und Wirken
Maximilian Mayr-Melnhof wurde 1970 als jüngster Sohn von Friedrich Mayr-Melnhof geboren. Nach Abschluss der Ausbildung an der Försterschule, engagierte er sich im elterlichen Land- und Forstbetrieb, den er im Jahr 1994 von seinen Eltern übernahm.
Im Jahr 2018 wurde Maximilian Mayr-Melnhof zum Landesjägermeister von Salzburg ernannt. Er trat damit in die Fußstapfen seines Vaters, der diese Position von 1967 bis 1997 innehatte. Am 1. Januar 2024 übernahm Maximilian Mayr-Melnhof die Präsidentschaft von Jagd Österreich, dem Dachverband der österreichischen Landesjagdverbände. In dieser Funktion löste er den vorherigen Präsidenten ab, da die Präsidentschaft im Ein-Jahres-Zyklus unter den Landesjägermeistern der österreichischen Bundesländer wechselt.
Mayr-Melnhof lebt mit seiner Frau Maria und den sechs gemeinsamen Kindern im Schloss Glanegg im Ortsteil Glanneg der Gemeinde Grödig im Bundesland Salzburg.

## Ziele und Visionen
Als Präsident von Jagd Österreich hat sich Mayr-Melnhof für seine Amtszeit mehrere Ziele gesetzt:
1. Förderung der Informationskampagne „Das ist Jagd“, die sich vor allem an ein junges, urbanes Publikum richtet und die Leistungen der Jägerschaft für die Allgemeinheit, den Erhalt der Wildarten und der Kulturlandschaft in den Vordergrund rückt.
2. Gründung einer Stiftung zur Aufstellung finanzieller Mittel für jagdliche Zwecke.
3. Stärkung der österreichweiten Zusammenarbeit zwischen den Landesjagdverbänden.

Mayr-Melnhof betont die Bedeutung der Jagd als nachhaltige Nutzung natürlicher Ressourcen und setzt sich für einen verstärkten Beitrag der Jägerschaft zum Natur- und Artenerhalt in der Kulturlandschaft ein.

## Weitere Aktivitäten
Neben seiner Tätigkeit als Jagdfunktionär ist Mayr-Melnhof auch unternehmerisch aktiv:
Naturbestattungen: Mayr-Melnhof gründete das Unternehmen paxnatura, das Bestattungen in Wäldern anbietet. Kunden können zwischen Gräbern im Talgrund, auf der Alm oder um einen Familienbaum wählen. Die Urnen sind biologisch abbaubar, und statt traditioneller Grabsteine gibt es Andachtsplätze am Rand der Fläche.
Auch historische Gebäude werden innovativ genutzt. So wurden die ehemaligen Heuböden des alten Gutshofs unter Max Mayr-Melnhofs Leitung in moderne, hochwertige Büroflächen umgewandelt. Neben diesen größeren Projekten setzt Mayr-Melnhof auch auf regionale Vermarktung. Am hauseigenen Adventsmarkt präsentiert das Forstgut Spezialitäten wie Wildschinken und -speck aus eigener Produktion.